# Háj (Turčianske Teplice)
Háj (deutsch Häu, ungarisch Turócliget – bis 1907 Háj) ist eine Gemeinde in der Nord-Mitte der Slowakei mit 469 Einwohnern (Stand 31. Dezember 2024). Sie liegt im Okres Turčianske Teplice, einem Teil des Žilinský kraj.

## Geographie

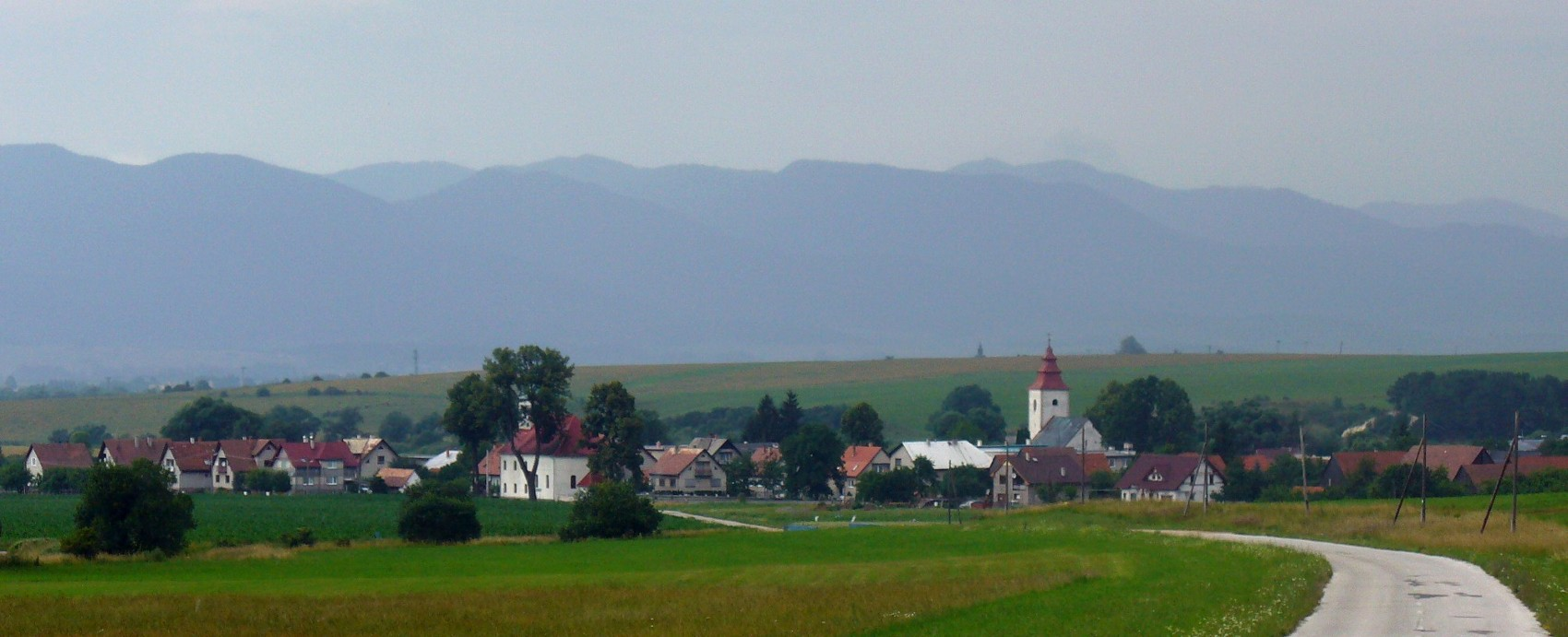
Blick auf den Ort und umliegende Landschaft

Die Gemeinde befindet sich im Südteil des Turzbeckens am Bach Smolický potok und unterhalb der Großen Fatra. Das Ortszentrum liegt auf einer Höhe von 508 m n.m. und ist zwei Kilometer von Turčianske Teplice sowie 28 Kilometer von Martin entfernt.
Das Gemeindegebiet von Háj grenzt an Rakša im Norden und Osten, Čremošné im Südosten und Turčianske Teplice im Süden und Westen (Stadtteile Dolná Štubňa, Turčianske Teplice und Diviaky).

## Geschichte
Auf dem Gemeindegebiet gab es in der Hallstattzeit ein Brandgrabfeld, später eine Siedlung der Puchauer Kultur und eine slawische Siedlung aus dem 11.–12. Jahrhundert. Der Ort selbst wurde zum ersten Mal 1264 als Hai schriftlich erwähnt und leitet seinen Namen von der slawischen/slowakischen Bezeichnung für einen Hain ab. 1340 erhielt der comes Mocsko vom ungarischen König das Dorf, das schließlich bis 1493 der Familie Hájsky gehörte und Sitz eines kleinen Herrschaftsguts war. Nach dem Tod der Familie gelangte 1535 Háj nach jahrelangem Streiten in den Besitz der Stadt Kremnitz. 1496 gab es Teiche rund um den Ort, später eine Brauerei. 1828 zählte man 92 Häuser und 637 Einwohner, die in Landwirtschaft und als Fuhrmänner, Maurer und Zimmerleute beschäftigt waren.
Bis 1918 gehörte der im Komitat Turz liegende Ort zum Königreich Ungarn und kam danach zur Tschechoslowakei beziehungsweise heute Slowakei.

## Bevölkerung
| Jahr                | 1994 | 2004    | 2014    | 2024    |
| ------------------- | ---- | ------- | ------- | ------- |
| Anzahl der Personen | 446  | 478     | 457     | 469     |
| Unterschied         |      | +7,17 % | −4,39 % | +2,62 % |

| Jahr                | 2023 | 2024    |
| ------------------- | ---- | ------- |
| Anzahl der Personen | 464  | 469     |
| Unterschied         |      | +1,07 % |

Nach der Volkszählung 2011 wohnten in Háj 464 Einwohner, davon 449 Slowaken und jeweils ein Deutscher und Tscheche; ein Einwohner war anderer Ethnie. 12 Einwohner machten keine Angaben. 260 Einwohner bekannten sich zur evangelischen Kirche A. B., 111 Einwohner zur römisch-katholischen Kirche, sieben Einwohner zur griechisch-katholischen Kirche und ein Einwohner zur reformierten Kirche; ein Einwohner war anderer Konfession. 44 Einwohner waren konfessionslos und bei 40 Einwohnern wurde die Konfession nicht ermittelt.
Ergebnisse nach der Volkszählung 2001 (485 Einwohner):
| Nach Ethnie: - 99,18 % Slowaken - 0,62 % Tschechen - 0,21 % Deutsche | Nach Konfession: - 62,27 % evangelisch - 28,04 % römisch-katholisch - 7,22 % konfessionslos - 2,27 % keine Angabe |

## Bauwerke
- römisch-katholische Cosmas-und-Damian-Kirche aus dem Jahr 1454, ursprünglich im gotischen Stil, im 17. und 18. Jahrhundert umgebaut
- ehemaliger Pfarrhof im Barockstil aus dem Jahr 1764, im 20. Jahrhundert maßgeblich umgebaut und heute Sitz des örtlichen Kindergartens
- evangelische Kirche im barock-klassizistischen Stil aus den Jahren 1819–1821